# Jamillette Gaxiola
Jamillette Gaxiola (sinh năm 1989 ở Mazatlán, Mexico) là một người mẫu và nữ hoàng sắc đẹp. Cô có hai dòng máu quốc tịch Cuba và Mexico. Cô là đại diện cho Cuba tại Hoa hậu Trái Đất 2009 và Hoa hậu Hòa bình Quốc tế 2013 (lọt Top 10).

## Cuộc sống ban đầu
Cô đã tốt nghiệp Trường Cao đẳng Cộng đồng tại Las Vegas, Nevada, Hoa Kỳ. Cô hiện là thành viên của chương trình truyền hình thực tế đình đám The Shores trên kênh TV Guide.

## Các cuộc thi sắc đẹp
Gaxiola bắt đầu tham gia các cuộc thi hoa hậu ở địa phương từ năm 3 tuổi. Khi 18 tuổi, cô đã tham gia cuộc thi Señorita Republica Deportiva 2007 do Univision sản xuất và giành được danh hiệu Á quân. Một năm sau, cô dự thi Hoa hậu Mexico Hoa Kỳ với tư cách là Hoa hậu Sinaloa. Sau đó, cô trở thành đại diện cho Cuba tại Hoa hậu Trái Đất 2009. Tuy được nhiều chuyên gia sắc đẹp đánh giá cao nhưng cô không lọt Top 16.
Sau đó 4 năm, cô tham dự Hoa hậu Hòa bình Quốc tế 2013 và dừng chân ở Top 10.